# Ladonia (Alabama)
Ladonia est un census-designated place situé dans l’État américain de l'Alabama, dans le comté de Russell.

## Démographie
| 1990  | 2000  | 2010  | - | - | - |
| ----- | ----- | ----- | - | - | - |
| 2 905 | 3 229 | 3 142 | - | - | - |